# Бобруйщина

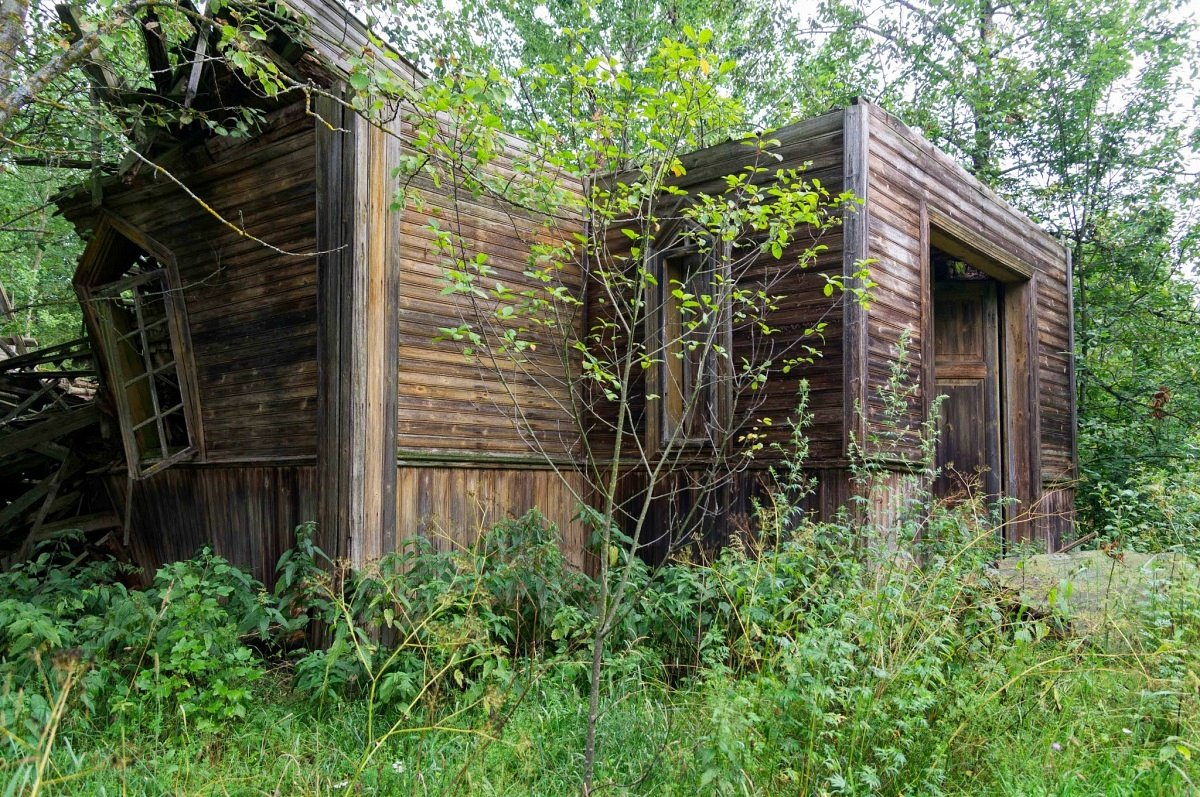
Руины костёла св. Антония

Бобруйщина (бел. Бабруйшчына) — деревня в Глубокском районе Витебской области Белоруссии, в Псуевском сельсовете. Население — 14 человек (2019).

## География
Деревня находится в 8 км к северо-востоку от посёлка Подсвилье и в 25 км к северо-востоку от райцентра, города Глубокое. К северу и востоку от Бобруйщины находятся три небольших озера — Белое, Кривое и Боброво; километром западнее деревни протекает река Шоша, впадающая в озеро Плисса. Деревня связана местными дорогами с окрестными населёнными пунктами. Ближайшая ж/д станция в Подсвилье (линия Полоцк — Молодечно).

## История
В 1921—1945 годах деревня в составе гмины Плиса Виленского воеводства Польской Республики.

## Население
- 1921 год — 144  жителей, 17 домов[2].
- 1931 год — 170  жителей, 22 домов[3].

## Достопримечательности
В селе сохранилась каменная православная церковь св. Иоанна Предтечи 1873 года постройки. Она включена в Государственный список историко-культурных ценностей Республики Беларусь —  Историко-культурная ценность Республики Беларусь, 
Ещё одной достопримечательностью деревни до 2011 года был деревянный католический храм св. Антония Падуанского. Храм был заброшен и не действовал, летом 2011 года здание рухнуло.
С давних пор источник, бьющий на южной окраине этой деревни, почитался местными жителями как целебный и служил объектом поклонения. Уже в наши дни была построена часовня. Каплица над родником в Бобруйщине представляет собой кирпичное здание кубообразной формы.
Также в деревне есть здание бывшей водяной мельницы (конец XIX-начало XX века), недавно перестроенное в коттедж.
При выезде из деревни расположен Курганный могильник —  Историко-культурная ценность Республики Беларусь, .